# 国道92号線
国道92号線（Þjóðvegur 92）あるいはノルズフィアルザルヴェグル (Norðfjarðarvegur) は、アイスランドの東地方を走る国道である。エイイルススタジルとフィヤルザビッグズを結ぶ路線であり、東端はネスコイプスタズルまで繋がっている。また途中、レイザルフィヨルズルにおいて国道96号線と接続している。全長は72キロメートル。
エスキフィヨルズルからネスコイプスタズルの間には全長2,100フィートのトンネル「オッズスカルズスゴング」がある。この区間は冬季になると通行不能になることがしばしばあり、北の山岳地帯を抜けるトンネルが計画された。北回りルートのトンネル「ノルズフィヤルザルゴング」は2013年から2014年にかけて供用開始された。